# Півкулі головного мозку
Головний мозок людини складається з двох півкуль, лівої і правої , які розділені між собою поздовжньою щілиною. Кожна з цих півкуль має зовнішній шар сірої речовини в корі, нижче якого знаходиться внутрішній шар білої речовини.

## Анатомія
Півкулі пов'язані між собою мозолистим тілом (лат. corpus callosum), дуже великим пучком нервових волокон. Окрім мозолистого тіла існують і менші з'єднання півкуль — передня спайка, задня спайка і склепіння. Через ці спайки провадиться обмін інформації між двома півкулями, координація локалізованих у кожній з них функцій. Права та ліва півкулі мозку відокремлені одна від одної поздовжньою щілиною (лат. fissura longitudinalis). У кожній півкулі розрізняють три поверхні — латеральну, медіальну (внутрішню) і нижню, а також три краї — верхній, медіальний (внутрішній) і нижній, та три полюси — лобовий, потиличний і скроневий. Кора (верхня частина півкуль) ділиться з допомогою щілин і борозен на частки, часточки та звивини. Щілини чи первинні борозни глибокі і їх відносять до постійних утворень мозку. З'являються вони на 5-му місяці внутрішньоутробного розвитку і розділяють півкулі на частки. Рельєф півкуль визначається в основному вторинними і третинними борознами. Їхнє формування відбувається на 7-8 році життя. Третинні борозни найчастіше мають індивідуальний малюнок та в основному рельєф великих борозен має однаковий вигляд.

Кора головного мозку. Звивини та борозни в розрізі.

Анатомія Грея мал. 726 — латеральна поверхня лівої півкулі головного мозку, при погляді збоку.

Крупні борозни й щілини розділяють кожну півкулю на частки: лобову (лат. lobus frontalis), тім'яну (лат. lobus parietalis), потиличну (лат. lobus occipitalis), скроневу (лат. lobus temporalis) , острівцеву (лат. cortex insularis) і лімбічну (від лат. limbus — межа, край, кордон). На латеральній поверхні півкулі розрізняють центральну (роландову) борозну (лат. sulcus centralis cerebri) і бокову (сільвієву) борозну (лат. sulcus lateralis cerebri). Спереду від центральної борозни (лат. sulcus centralis) розташована лобова частка, з-заду — тім'яна. Знизу лобова частка відокремлена «боковою борозною» від скроневої частки. Тім'яно-потиличною борозною потилична частка відокремлена від тім'яної. У глибині бокової борозни знаходиться острівцева частка (чи острівець) (лат. cortex insularis). Ця частка прикрита частинами тім'яної, скроневої та лобової часток. На медіальній поверхні півкулі поруч із мозолистим тілом розташована його лімбічна частка, що відокремлена від інших часток поясною борозною (лат. sulcus cinguli
Макроскопічно півкулі є приблизно дзеркальним відображенням одна одної, злегка помітні лише тонкі відмінності, такі як «торсія Яковлева», яка являє собою невеликий «перекрут» правої півкулі людського мозку вперед відносно лівої. На мікроскопічному рівні, цитоархітектоніка кори головного мозку, показує, що функції клітин, кількість нейромедіатора рівні і підтипи рецепторів помітно асиметричні між півкулями. 
Якщо видалити верхні частини обох півкуль на рівні близько 1,25 см над мозолистим тілом, центральна біла речовина буде представлена у вигляді овальної зони в оточенні вузької звивистої смужки сірої речовини, і усипаної численними дрібними червоними крапками (лат. puncta vasculosa — точки судин).
Велика маса білої речовини, оточена сірою речовиною, називається великим овальним центром (лат. centrum ovale majus). Кровопостачання великого овального центру здійснюється середньою мозковою артерією.

## Мікроскопічна структура
Кожна півкуля головного мозку має зовнішній шар кори головного мозку, яка являє собою сіру речовину і в глибині півкуль головного мозку містити внутрішній шар або серцевину з білої речовини. Внутрішня частина півкуль головного мозку, окрім білої речовини, включає в себе бічні шлуночки і базальні ядра.

### Розвиток
Півкулі головного мозку розвиваються з кінцевого мозку. Вони виникають через п'ять тижнів після зачаття у вигляді двосторонніх інвагінацій стінок.
Півкулі ростуть спочатку C-подібно, а потім — у зворотньому напрямку, витягаючи всі структури всередину (наприклад, шлуночки мозку). Так званий отвір Монро забезпечує зв'язок з бічними шлуночками. Судинне сплетення утворюється з епендимальних клітин і судинної мезенхіми.

## Функція

### Латералізація півкуль
Широкі узагальнення, часто зроблені в популярній психології про міжпівкульну асиметрію, наприклад, логіки, творчості часто є не зовсім точними, оскільки більшість функцій мозку фактично розподілені між обома півкулями. Більшість наукових доказів асиметрії стосуються нижчого рівня перцептивних функцій, а не широко обговорюваних функцій високого рівня (наприклад, підсвідомої обробки граматики, а не «логічного мислення» в цілому).
Кращий приклад науково встановленої латералізації є те, що обидва центри мови, Брока і Верніке, зустрічаються виключно на лівій півкулі. Ці центри знаходяться на півкулі, протилежній до провідної руки. Латерализация функцій, таких як семантика, просодія, інтонація, акцентуація, ритм і т. д. була поставлена під питання з тих пір, коли була виявлена нейрональна основа в обох півкулях.

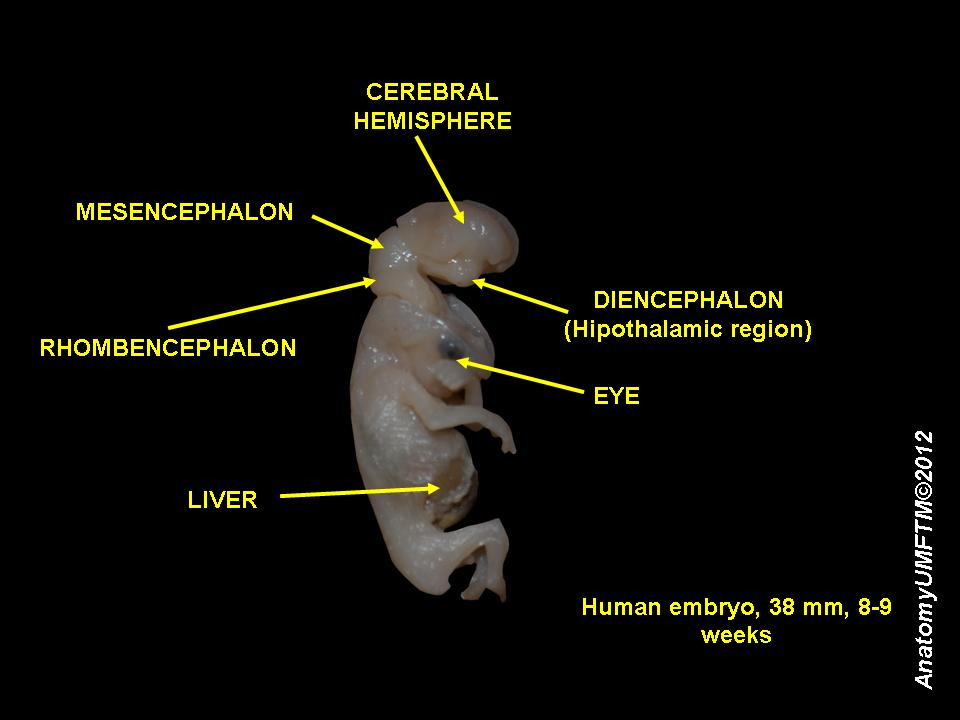
Півкулі головного мозку людського ембріона в 8 тижнів.

Перцептивна інформація обробляється в обох півкулях, але латералізовано. При цьому інформація з кожної частини тіла направляється в протилежну півкулю (візуальна інформація розділена трохи інакше, але все-таки латералізовано). Аналогічно, управління рухами також відбувається в півкулі на протилежній стороні. Таким чином, ліво- і право-рукість також пов'язані з міжпівкульоною латералізацією.
В деяких біохімічних аспектах півкулі також асиметричні. Досліджені більш високі рівні нейромедіатора норадреналіну в правій півкулі й більш високі рівні допаміну в лівій.
Також білої речовини (довгі аксони) в правій півкулі, а сірої речовини (тіл клітин) — в лівій.
Такі функції мови, як граматика і словотворення найчастіше латералізовані в лівій півкулі мозку. На відміну від них, цілісні мисленневі функції мови, такі як інтонація і акцент часто пов'язані з правою півкулею мозку. Інші інтегративні функції, такі як інтуїтивні або евристична арифметика, бінауральна локалізація звуку і т. д. схоже, більше контролюються в двосторонньому порядку.

## Клінічне значення
В білій речовині півкуль, в басейні середньої мозкової артерії трапляються інфаркти з симптоматикою, характерною для ураження цієї артерії.
Для лікування епілепсії мозолисте тіло може бути перерізане, щоби скоротити основні зв'язки між півкулями.
Гемісферектомія — видалення або вимкнення однієї з півкуль головного мозку — рідкісна операція, яка використовується в деяких крайніх випадках епілептичних судом, які не реагують на інші види лікування.

## Додаткові зображення

Бічна поверхня. Лобовий полюс (приблизно) Поле Бродмана 10, потиличний полюс розташований (приблизно) Поле Бродмана 17, і скроневий полюс (приблизно) Поле Бродмана 38.
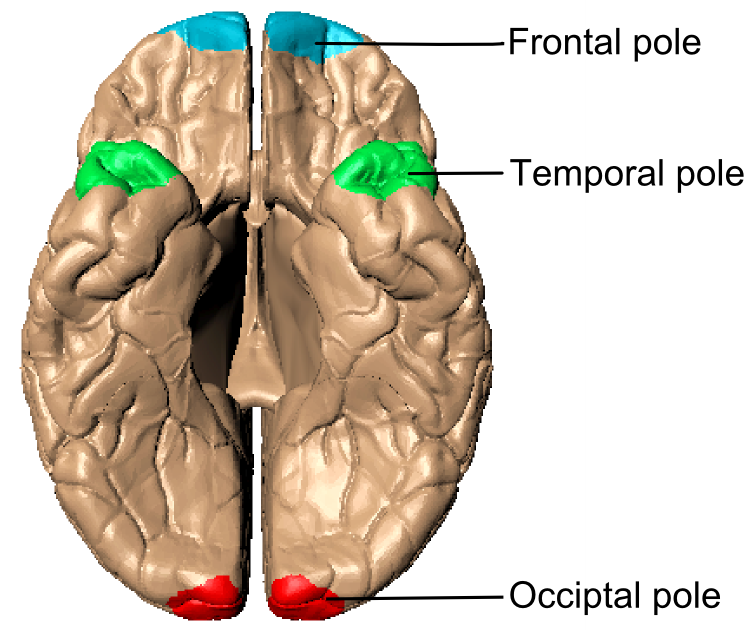
Полюси півкуль головного мозку
Чотири частки півкуль головного мозку
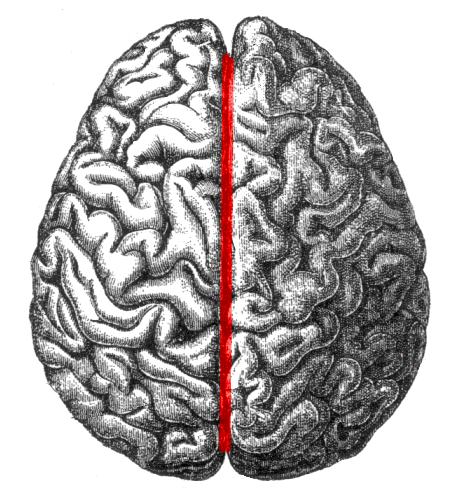
Поділ мозку на півкулі поздовжньою щілиною
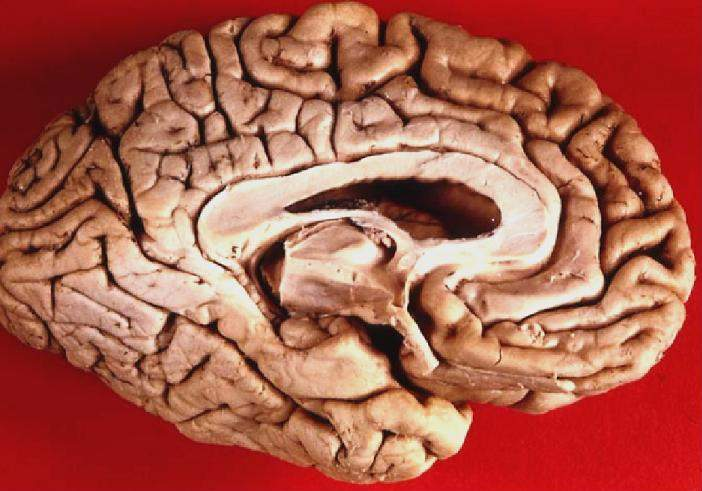
Медіальний вигляд півкулі головного мозку